# Rita Gani
Rita Binti Gani (Sabah, 11 de mayo de 1977) es una árbitra malasia de fútbol. Previamente cabo en la Real Policía de Malasia, comenzó a arbitrar en 2004 y en 2006 fue añadida a la lista internacional de árbitros de la FIFA. Fue votada como la Árbitra del Año de la AFC en 2014, tras arbitrar seis partidos de la Copa Asiática femenina de la AFC en Vietnam incluyendo la semifinal entre Australia y Corea del Sur.
Gani fue seleccionada para arbitrar en la Copa Mundial Femenina de Fútbol de 2015 y se encargó del partido Suiza-Ecuador del grupo C el 12 de junio de 2015.